# Inspection de l'armée

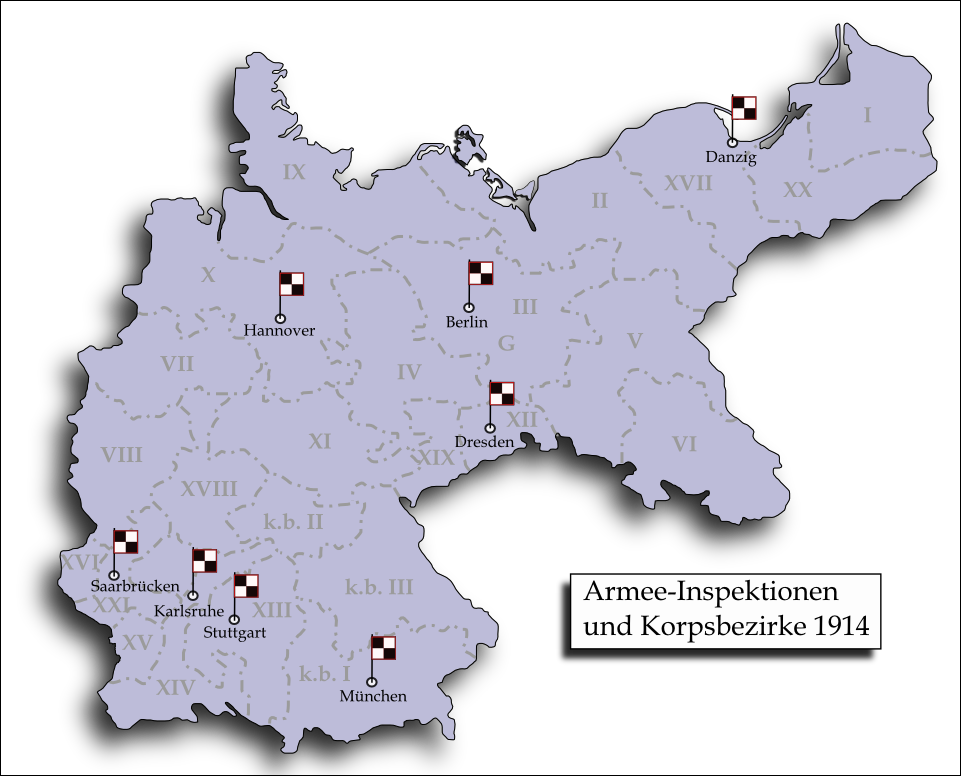
Carte de l'Empire allemand en 1914, montrant les huit inspections d'armée (Armee-Inspektionen) et les 24 régions de corps (Korpsbereiche).

Une inspection de l'armée (en allemand : Armee-Inspektion), traduisible aussi en « inspection d'armée », est une autorité militaire au-dessus du niveau du corps d'armée dans l'Armée de terre de l'Empire allemand.
En temps de paix, la tâche des inspections d'armée consiste exclusivement à surveiller les corps d'armée subordonnés. En cas de mobilisation, tel celle d'août 1914 au début de la Première Guerre mondiale, toutes les inspections de l'armée sont converties en « haut-commandement d'armée » (un Armeeoberkommando), c'est-à-dire un état-major mis à la tête d'une des armées allemandes.

## Fonctions
Avec l'introduction de la « loi militaire de l'Empire » (Reichs-Militärgesetzes) du 2 mai 1874, un cadre contraignant pour le système militaire est posé pour l'Empire allemand, qui n'a été fondé que trois ans plus tôt. Les articles 2 et 3, qui réglementent l'organisation de l'armée de terre, prévoient déjà la création d'inspections d'armée.
En cas de guerre, les inspecteurs d'armée, qui ont le grade de Generaloberst, doivent prendre le commandement des armées à constituer. En temps de paix, cependant, ils n'ont aucune autorité sur les généraux commandants, qui en fait ne sont pas sous leurs ordres. Mais comme ils doivent inspecter leurs unités, ils ont l'occasion de se renseigner sur les troupes qu'ils peuvent commander pendant la guerre.

## Histoire
Dans le royaume de Prusse, le 10 octobre 1868, une organisation permanente des troupes en temps de paix en trois « détachements d'armée » (Armee-Abteilungen) est prévue. Au début de la guerre franco-allemande de 1870, elle correspond aux trois armées prussiennes qui sont concentrées en Rhénanie en juillet 1870 :
- la 1re armée (7e, 8e et 1er corps), à Coblence, confiée à Karl Friedrich von Steinmetz (avec Oskar von Sperling comme chef d'état-major) ;
- la 2e armée (3e, 4e, 9e, 10e et 12e corps, ainsi que la Garde), à Mayence, confiée à Frédéric-Charles de Prusse (dans la pratique, à son chef d'état-major Gustav von Stiehle) ;
- la 3e armée (5e, 6e et 11e corps, 1er et 2e corps bavarois, divisions badoise et wurtembourgeoise), à Mannheim, confiée à Frédéric Guillaume de Prusse (avec Leonhard von Blumenthal comme chef d'état-major).

Après le traité de Francfort, le décret ministériel du 14 juin 1871 crée quatre « inspections d'armée », chacune dirigée par un inspecteur. Le jour où les troupes allemandes reviennent à Berlin, les quatre nouveaux inspecteurs de l'armée sont nommés le 16 juin 1871. Il s'agit du prince héritier de Saxe (pour la 1re inspection de l'armée), du grand-duc de Mecklembourg-Schwerin (2e inspection de l'armée), le prince Frédéric-Charles de Prusse (3e inspection de l'armée) et le prince héritier de l'Empire allemand (4e inspection de l'armée).
Les effectifs de l'Armée de terre allemande augmentant progressivement, l'ordre du cabinet du 22 septembre 1877 instaure une 5e inspection de l'armée sous les ordres du grand-duc de Bade. Avec l'ordre du cabinet de 8 septembre 1907, la 6e inspection de l'armée est créée ; avec celui du 2 septembre 1912, la 7e ; et enfin avec celui du 13 juillet 1913, la 8e inspection de l'armée.
| Inspections | Sièges     | Inspecteurs                            | Corps | Unités créées lors de la mobilisation |
| ----------- | ---------- | -------------------------------------- | --- | ------------------------------------- |
| 1re         | Dantzig    | Generaloberst Maximilian von Prittwitz | * 1er corps d'armée (Königsberg) * 17e corps d'armée (Dantzig) * 20e corps d'armée (Allenstein)                                                         | 8e haut-commandement d'armée          |
| 2e          | Berlin     | Generaloberst Josias von Heeringen     | * Corps de la Garde (Berlin) * 12e corps d'armée (1er saxon : Dresde) * 19e corps d'armée (de) (2e saxon : Leipzig)                                     | 3e haut-commandement d'armée          |
| 3e          | Hanovre    | Generaloberst Karl von Bülow           | * 7e corps d'armée (Münster) * 9e corps d'armée (Hambourg-Altona) * 10e corps d'armée (Hanovre)                                                         | 2e haut-commandement d'armée          |
| 4e          | Munich     | Generaloberst Rupprecht de Bavière     | * 3e corps d'armée (Berlin) * 1er corps d'armée bavarois (Munich) * 2e corps d'armée bavarois (Wurtzbourg) * 3e corps d'armée bavarois (de) (Nuremberg) | 6e haut-commandement d'armée          |
| 5e          | Karlsruhe  | Generaloberst Frédéric II de Bade      | * 8e corps d'armée (Coblence) * 14e corps d'armée (Karlsruhe) * 15e corps d'armée (Strasbourg)                                                          | 7e haut-commandement d'armée          |
| 6e          | Stuttgart  | Generaloberst Albert de Wurtemberg     | * 4e corps d'armée (Magdebourg) * 11e corps d'armée (Cassel) * 13e corps d'armée (Stuttgart)                                                            | 4e haut-commandement d'armée          |
| 7e          | Sarrebruck | Generaloberst Hermann von Eichhorn     | * 16e corps d'armée (Metz) * 18e corps d'armée (Francfort) * 21e corps d'armée (Sarrebruck)                                                             | 5e haut-commandement d'armée          |
| 8e          | Berlin     | Generaloberst Alexandre von Kluck      | * 2e corps d'armée (Stettin) * 5e corps d'armée (Posen) * 6e corps d'armée (Breslau)                                                                    | 1er haut-commandement d'armée         |

Lorsque la guerre éclata en 1914, l'Armée allemande compte au total huit inspections d'armée avec 25 corps d'armée d'active (le corps de la Garde se rajoutant aux 24 autres). La mobilisation d'août 1914 rajoute 14 corps de réserve, faisant des huit inspecteurs les commandants des huit armées mise sur pied, dont la composition n'est pas celle des inspections.